# Větrný mlýn v Příkrakově
Větrný mlýn v Příkrakově je zaniklý mlýn, který stál asi 350 metrů severně od centra obce na Doležálkově kopci v nadmořské výšce přibližně 482 m n. m.

## Historie
Zděný větrný mlýn holandského typu postavil Václav Čáslavský a jeho pět společníků na základě smlouvy z 10. 5. 1843 o povolení stavby. Stavělo se na parcele náležející k čp. 10 v Příkrakově, jejímž majitelem byl František Čáslavský, chalupník.
Mlelo se zde i za bezvětří; žentour v přízemí tahali koně nebo krávy. Mlýn byl mohutný, měl největší základy větrného mlýna v Česku; jejich vnější průměr byl 14,5 metru a tloušťka zdi 1,5 až 1,7 metru.
Činnost mlýna skončila po dvaceti letech pravděpodobně pro nekvalitně provedenou práci při výstavbě. Zbyly z něj pouze zbytky zdí vysoké 1,5 až 2 metry schované v lesíku.